# Буддология
Буддоло́гия — религиоведческая дисциплина, изучающая буддизм и его виды.

## Школы
Как отдельная дисциплина буддология сформировалась в XIX веке. В это время складываются буддологические школы: франко-бельгийская, англо-германская и российская (петербургская). Они продолжали доминировать в течение первой половины XX века.
Для англо-германской школы до середины XX века характерно внимание к Тхераваде и Палийскому канону; для франко-бельгийской школы типичен интерес к истории индийского буддизма и его философии; для российской школы (О. О. Розенберг и Ф. И. Щербатской) свойственен преобладающий интерес к философским аспектам.
В XX веке к этим школам добавились японская буддологическая школа (связанная с сообществом верующих и с переоценкой исторически сложившейся японской буддийской традиции) и крайне неоднородная американская буддология. В конце XX века Япония и США стали лидерами во многих областях буддологических исследований.

## История

### В Европе XIX века
Основателями европейской буддологии могут считаться венгерский тибетолог Александр Чома де Кёрёш и французский индолог Эжен Бюрнуф. Чома де Кёрёш остался исследователем-одиночкой, а Э. Бюрнуф создал одну из самых мощных буддологических школ в мире.
Бюрнуф начал научную деятельность как специалист по языку пали и южному буддизму, позднее перешёл к исследованиям Махаяны, переведя и опубликовав в 1852 г. с санскрита «Саддхарма пундарика сутру». Его главный труд — «Введение в историю индийского буддизма» (L’Introduction a l’Histoire du Bouddhisme Indien — 1844 г.); этот труд содержит переводы фрагментов многочисленных санскритских текстов, а также первые характеристики праджня-парамитских сутр и Ланкаватара сутры. Для него и его школы характерен европоцентризм. Его ученик Ж. Сен-Илер прямо писал, что главная польза от изучения буддизма состоит в том, что по контрасту с ним «мы» лучше понимаем все преимущества «нашей» (христианской) религии. Позднее буддологи воздерживались от подобных оценочных суждений или делали прямо противоположный вывод.
Выдающимися учениками Э. Бюрнуфа были Эмиль Сенар и Сильвен Леви. Эмиль Сенар начинал с исследований палийских источников, будучи одним из основателей знаменитого лондонского Pali Text Society (Общества палийских текстов), позднее занялся Махаяной. Он был одним из лучших знатоков буддийского искусства. Э. Сенар был сторонником теории возникновения буддизма из практики йоги.

### В России XIX века
Начало изучения буддизма в России относится к 20-м — 30-м годам XIX века, когда член Петербургской Академии Наук Яков Шмидт опубликовал ряд буддологических исследований на немецком языке и первую русскую грамматику тибетского языка. Его работы на основе изучения монгольских и тибетских источников имели широкий резонанс в Европе. На его статью о праджня-парамите ссылался Артур Шопенгауэр в конце первого тома своего основного труда «Мир как воля и представление».
Начало систематического научного изучения буддизма в России связано с трудами Палладия (Кафарова) и академика В. П. Васильева. Палладий был главой Русской Духовной миссии в Пекине, однако занимался в первую очередь востоковедением. Занятия историей буддизма занимали важное место в его исследованиях. Многие его труды не опубликованы и по сей день.
В. П. Васильев был синологом широкого профиля. Помимо санскрита, китайского и тибетского языков он владел многими языками. Труды В. П. Васильева ещё при его жизни приобрели европейскую известность. Его труд «Буддизм, его догматы, история и литература» (1857-1869) был после выхода в свет переведен на немецкий язык.
Родоначальник индологической буддологии в России — И. П. Минаев. До него буддизм в России изучался по китайским и тибетским источникам. И. П. Минаев прежде всего изучал палийские тексты, особенно интересуясь Винаей (он перевел на русский язык Пратимокша-сутру — важнейший из текстов Винаи).

### В  Европе XX века до II мировой войны
С. Леви обнаружил и опубликовал санскритские оригиналы базовых йогачаринских текстов: Махаяна сутраланкары Майтреи—Асанги (переведен и опубликован в 1907 г.) и Двадцатистишия и Тридцатистишия Васубандху (1925 г.). В 1934 г. он вместе с С. Ямагути опубликовал комментарий (тика) Васубандху к Мадхьянтавибхаге Майтрея-Асанги. Труды С. Леви по изучению йогачары, переводу и изданию йогачаринских текстов стимулировали исследования Ф. И. Щербатского и Луи де ла Валле-Пуссена.
Крупнейшим представителем франко-бельгийской школы был Луи де ла Валле-Пуссен. Ученик С. Леви, Л. де ла Валле-Пуссен владел пали, санскритом, тибетским и китайским языками. Пионер в изучении школы сарвастивада, он написал основные статьи о буддизме для «Энциклопедии религии и этики» и опубликовал важные тексты: Бодхичарьяватара, Бодхисаттва бхуми, Мадхьямакаватара, Вимшика пракарана (текст Васубандху) и многие другие. В 1923-1925 годах он перевел на французский с тибетского «Абхидхармакошу» Васубандху, а в 1930 — Виджняптиматра сиддхи шастру (Чэнвэй-шилунь) Васубандху — Сюаньцзана, реконструировав санскритскую терминологию этого памятника.
Аналогично Эмилю Сенару, работы которого вдохновили его заняться вопросом связи йога-сутры и буддийских текстов, Л. де ла Валле-Пуссен видел неоспоримую связь между традициями йоги и буддизма. Однако Л. де ла Валле-Пуссен был убежден, что направление влияния было обратным: буддизм был намного старше йога-сутры и влияние буддизма распространялось на Патанджали.

### В России XX века до II мировой войны
Значительная часть российских учёных занималась полевыми наблюдениями и этнографическими изысканиями среди буддийских народов (впервую очередь монголов, бурят и тибетцев), оставив важные сведения о жизни, быте и религиозной практике монахов и мирян. Среди них выделяются проявившие себя на рубеже XIX—XX веков А. М. Позднеев, Г. Ц. Цыбиков и Б. Б. Барадийн.
В 1897 г. С. Ф. Ольденбург основал серию Bibliotheca Buddhica, сыгравшую огромную роль в истории российской и мировой буддологии. Целью серии была научная публикация классических буддийских текстов, снабженных справочным аппаратом, академическими комментариями и предисловиями. Серия приобрела огромный международный авторитет и переиздается за рубежом до настоящего времени, хотя в конце 30-х годов серия фактически прекратила своё существование.
О. О. Розенберг, которого называют учеником Ф. И. Щербатского, был независимым исследователем, его выводы и подходы значительно отличались от выводов и принципов великого Щербатского. О. О. Розенберг — автор одной книги, магистерской диссертации «Проблемы буддийской философии», написанной после стажировки в Японии и опубликованной в Петрограде в 1918 году. Книга О.О. Розенберга ознаменовала переворот в буддологии. Розенберг показал наличие нескольких уровней в буддизме и отличие народного буддизма от философского буддизма. Он показал необходимость изучения буддийского учения не только по сутрам, но и по систематическим философским трактатам — шастрам. Тексты шастр позволяют понять философский уровень буддизма, представленный в сутрах не в систематической форме. О. О. Розенберг впервые доказал, что именно Абхидхарма является основой философии буддизма, а главный предмет Абхидхармы — теория дхарм. Буддизм исторически существовал и существует только в виде отдельных школ и направлений.
В том же 1918 году О. О. Розенберг принял участие (вместе с Ф. И. Щербатским, монголистом Б. Я. Владимирцовым и другими востоковедами) в проведении Первой Буддийской выставки. После этого О. О. Розенберг таинственно исчез.
Основателем отечественной буддологической школы считается академик Ф. И. Щербатской. Щербатской получил санскритологическое образование в Петербургском и Венском университетах. В Вене он стажировался у санскритолога Г. Бюлера. В 1893 г. Щербатской вернулся в Россию, но только в 1899 г. он вернулся в науку и работал в Бонне с немецким буддологом Якоби. В 1900 г. он стал приват-доцентом кафедры санскритологии факультета восточных языков Петербургского университета. В 1918 г. он стал действительным членом Российской Академии Наук. В 1928 г. Ф. И. Щербатской становится директором Института буддийской культуры (ИНБУК) АН СССР, просуществовавшего два года и растворенного в 1930 г. в Институте востоковедения, где стал заведующим индо-тибетским кабинетом.
Щербатской и его школа занимались по преимуществу буддийской философией, значение философского уровня буддийской традиции абсолютизировалось, рассматриваясь вне религиозно-доктринального и йогического контекста буддизма. Для описания буддийской философии Ф. И. Щербатской использовал терминологию и инструментарий неокантианской философии. Одновременно Ф.И. Щербатской продемонстрировал принципиально новый подход к переводу буддийского философского текста, отвергнув традиционный филологический перевод и обосновав необходимость философски адекватного перевода классических буддийских текстов. Ещё одним положением школы Щербатского стало требование рассматривать историю буддийской философии в контексте её полемики, прежде всего с философскими школами брахманизма.
Труд Ф. И. Щербатского «Концепция буддийской нирваны» («The Conception of Buddhist Nirvana» («Концепция буддийской нирваны». Ленинград, 1927 г.), где учение о нирване прежде всего раскрывалось на основе шуньявадинских источников, был написан как полемическое сочинение, направленное против концепции нирваны, предложенной лидером франко-бельгийской школы буддологии Луи де ла Валле-Пуссеном. Бельгийский учёный противопоставлял канонический буддизм раннему буддизму, или «буддизму Будды», который, по его мнению, был прежде всего йогой (он солидаризировался с Э. Сенаром), причём под йогой он был склонен понимать что-то вроде магии и колдовства. Ф. И. Щербатской критикует де ла Валле-Пуссена и его понимание йоги, указывая на совпадения в позиции буддистов и Патанджали, автора «Йога-сутр».
Ф. И. Щербатской был не только ученым-исследователем, но и блестящим педагогом, воспитавшим целую плеяду ученых, образовавших российскую (петербургскую, ленинградскую) буддологическую школу. Самым крупным ученым из воспитанников Ф. И. Щербатского был Е. Е. Обермиллер. Особое внимание Обермиллер уделял изучению текстов Майтреи-Асанги — Абхисамаяланкары и Ратнаготравибхаги. Большинство опубликованных работ Обермиллера написано по-английски. Последние годы жизни он провел в Бурятии, занимаясь буддийской философией с учеными ламами.
Впоследствии ряд подготовленных Щербатским специалистов стал жертвой сталинских репрессий. В 34 года умер его самый выдающийся ученик — Е. Е. Обермиллер. После начала войны Щербатской оказался в эвакуации, где в 1942 году он скончался. Вместе с ним умерла классическая российская буддология. В течение 15 лет в России не появляется ни одного значительного буддологического труда.

### В Европе после II мировой войны
После Второй мировой войны французская буддология постепенно утрачивает свои позиции. Последним крупным её представителем был Поль Демьевилль (1894-1979 гг.). Крупнейший вклад Демьевилля в буддологию — издание в 1929-1937 гг. нескольких выпусков (издание не было завершено, попытки возобновить его предпринимались и в 60-е — 70-е годы) энциклопедического словаря Хобогирин 法寶義林 (яп. «Лес драгоценностей Дхармы»), посвящённому религиозным и философским принципам буддизма по китайским и японским источникам.
После смерти П. Демьевилля французская буддология приходит в упадок, уступая место исследованиям даосизма. В настоящее время наиболее известным французским буддологом является Б. Фор, занимающийся историей Чань (Дзэн) и предлагающий новые культурологические интерпретации этой школы в духе постмодерна.
В Бельгии продолжателем исследований Л. де ла Валле-Пуссена стал Э. Ламотт, автор фундаментального труда по истории буддизма в Индии до периода ранней Махаяны и переводов на французский язык махаянских сутр: Вималакирти нирдеша сутра, Сандхинирмочана сутра и Шурангама самадхи сутра. Э. Ламотт работал с источниками на санскрите, тибетском и китайском языках.
Английская и германская школы связаны не только общностью подхода, но и генетически, поскольку одним из основателей британской буддологии был Макс Мюллер (1823-1900 гг.), немец по происхождению и англичанин по гражданству. Макс Мюллер был знаменит не только как буддолог, но и как лингвист и сравнительный религиовед. Кроме него, основоположниками британской школы являются супруги Рис-Дэвидсы — Томас Уильям (1843-1922 гг.) и Каролина Августа Фоли. Классик германской буддологии — Г. Ольденберг (1854-1920 гг.), чья книга «Будда, его жизнь, учение и община»  была переведена на русский язык ещё в 1893 г.
Особенностями англо-германской школы был почти исключительный интерес к палийскому тхеравадинскому буддизму, который до конца 30-х годов рассматривался как тождественный раннему буддизму, «буддизму Будды», или лишь слегка модифицированный. Махаяна игнорировалась как явление позднее и подверженное влиянию индуизма.
Главной заслугой английской школы является создание в 1881 г. супругами Рис-Дэвидс “Pali Text Society”, общества, целью которого ставился перевод палийских буддийских текстов на английский язык. В настоящее время практически вся палийская Типитака и большинство авторитетных неканонических текстов на пали переведены на английский язык, став доступными для любого читающего по-английски. Кроме того, Общество выпустило ряд словарей и индексов весьма высокого качества. Огромная заслуга в переводе текстов Типитаки принадлежит английской исследовательнице И. Б. Хорнер, бывшей четвёртым президентом Общества (расцвет её научной и переводческой деятельности приходится на 30-50-е годы).
Тезис школы — эталонный характер палийского тхеравадинского буддизма — не выдержал испытания временем и к началу 1950-х годов буддологи практически отказались от него. В настоящее время германская буддология демонстрирует значительное разнообразие, тогда как британские ученые проявляют особый интерес к аналитической и логико-эпистемологической составляющей буддийской философской традиции, хотя изучаются и другие аспекты буддизма. Например, появились крупные специалисты в области изучения тантрического буддизма англичане Д. Л. Снеллгроув и Д. С. Руэгг.

### В России после II мировой войны
С началом «хрущевской оттепели» буддологические исследования частично возобновляются. Важную роль здесь сыграло возвращение на родину тибетолога Ю. Н. Рериха. Ю. Н. Рерих стремился возродить серию Библиотека Буддика, опубликовав в 1960 г. в ней перевод одного из важнейших памятников палийского буддизма — Дхаммападу в переводе В. Н. Топорова.
На рубеже 60-70-х годов начинается вторая попытка возрождения российской буддологии. Важную роль здесь сыграли издания Тартуского университета «Труды по знаковым системам» и «Труды по востоковедению». В них публиковались такие деятели «буддологического ренессанса», как А. М. Пятигорский (методологические вопросы буддологии, буддийская психология и феноменология сознания; его беседы о природе сознания с М. Мамардашвили, задуманные как введение в изучение виджнянавады, имели не только буддологическую, но и собственно философскую ценность), О. Ф. Волкова (классический индийский буддизм), Л. Э. Мялль (праджня-парамита), Б. Д. Дандарон (Ваджраяна) и другие ученые.
Однако этот «ренессанс» оказался весьма кратковременным. В 1972 г. подвергается аресту Б.Д. Дандарон. Суд осуждает Дандарона, вскоре умершего в заключении, и выносит частные определения в адрес свидетелей, в т. ч. из числа буддологов. Буддологические исследования сворачиваются, большинство исследовательских тем буддологического характера закрывается. Эмигрируют А. М. Пятигорский и А. Я. Сыркин, отстраняется от науки О. Ф. Волкова, отходит от научной деятельности Л. Э. Мялль, ставший эстонским националистом. Тем не менее продолжают развиваться исследования исторического, обществоведческого, филологического и культурологического характера, так или иначе связанные с изучением буддизма (например, изучаются проблемы соотношения буддизма и государственных институтов в странах Востока, народная буддийская литература средневекового Китая, роль буддизма в культурах Центральной и Восточной Азии и т. п.)
Во второй половине 70-х и в начале 80-х годов число буддологических исследований возрастает. Ученые из Бурятии Н. В. Абаев, Л. Е. Янгутов, С. Ю. Лепехов, С. П. Нестеркин и другие активно занялись изучением Чань и других направлений дальневосточного буддизма.
В 80-е годы заявили о себе представители нового поколения: А. Н. Игнатович (история буддизма в Японии, школы Тэндай и Нитирэн), Л. Н. Меньшиков (буддийские тексты из Дуньхуана; дидактическая литература бяньвэнь), В. Н. Андросов (учение Нагарджуны), В. Г. Лысенко (ранний палийский буддизм), А. В. Парибок (палийский буддизм), А. М. Кабанов (Дзэн и классическая японская литература), М. Е. Кравцова (буддизм и общество в раннесредневековом Китае), С. Д. Серебряный (индийская религиозно-философская литература; махаянские сутры), М. Е. Ермаков (буддийская агиография и простонародный буддизм в Китае) и другие.
Постепенно формируется группа учеников В. И. Рудого, активно работавшего ещё в 70-е годы. На рубеже 1980-90-х годов она оформилась в виде группы буддологии СПб Филиала Института востоковедения РАН. Эта группа была первой со времен Ф. И. Щербатского оформленной российской буддологической школой. Наиболее активными членами этой школы, помимо В. И. Рудого, были Е. П. Островская и Т. В. Ермакова. Характерные черты этой группы: 1) обращение к классической буддологической проблематике и возрождение традиций школы Ф. И. Щербатского; 2) наличие разработанной теоретико-методологической базы исследований и герменевтической процедуры 3) высокий уровень филологического и историко-философского анализа текста. Основным предметом изучения этой группы является трактат Васубандху «Абхидхармакоша».
В начале 90-х годов формируется буддологическая школа Санкт-Петербургского государственного университета (Е. А. Торчинов, К. Ю. Солонин). Генетически эта школа восходит к школе В. И. Рудого, однако отличается от неё. Во-первых, эти буддологи работают прежде всего на материале китайских текстов, во-вторых, они склонны рассматривать буддизм как принципиально плюралистическую традицию.

### Буддология в США
Американская буддология сформировалась позднее европейской. Она находилась под влиянием британской школы, однако преодолела его. В настоящее время большинство буддологов мира живут и работают в США, однако трудно говорить о единстве американской школы, как и о наличии таковой. Американские ученые занимается всеми отраслями и проблемами буддологии на основе самых разнообразных подходов. До 1950-х годов в американской науке преобладал интерес к палийскому буддизму, в 1950-70-е — к тибетской традиции.
После 1980 г.  понимание махаянской классики тибетцами само стало предметом рефлексии и изучения.
В это же время начинается более профессиональное изучение дальневосточного буддизма. Если раньше дзэн находился в области экстраакадемических интересов (битников и хиппи), то теперь наступает время его изучения в исторической ретроспективе и культурно-историческом контексте. Активно изучаются другие школы дальневосточного буддизма  — Хуаянь, Тяньтай, Чистая Земля. В их исследовании важны Дж. Мак-Рэй, Р. Гимелло, Р. Басуэлл и П. Грегори. Эти ученые группируются вокруг финансируемого японцами Института Курода для изучения буддизма и человеческих ценностей (США, Гавайи), директором которого является П. Грегори. Изданные Институтом в 80-90-е годы сборники статей и монографии (Studies in Ch’an and Hua-yen; Sudden and Gradual in Chinese Buddhism; Buddhist Hermeneutics; Traditions of Meditation in Chinese Buddhism; фундаментальная монография Дж. Мак-Рэя “The Northern School and the Formation of Ch’an Buddhism”, исследования П. Грегори о чаньско-хуаяньском мыслителе Цзун-ми и многое другое) внесли существенный вклад в изучение буддизма.
«Гавайская группа» находится под определённым влиянием японских исследований. В США активизировалось изучение классической махаянской философии: при Американской Академии Религии функционирует семинар по йогачаре, объединяющий ведущих ученых из Америки, Европы и Японии; буддолог из Флориды Д. Ластхаус подготовил новый перевод Виджняптиматра сиддхи шастры.

### Буддология в Японии
Японская буддология зародилась в период реформ императора Мэйдзи (1867-1911 гг.) под влиянием европейского востоковедения. В настоящее время японская буддология богата и многообразна. Японские ученые лидируют как в изучении китайско-японской традиции, так и индийского и тибетского буддизма. Сочетая западные принципы текстологии и китайские приемы филологической критики текста XVIII — XIX веков, японские буддологи добились значительных результатов в филологическом исследовании буддийских текстов. Издание «Трипитаки годов Тайсё» — Тайсё синсю Дайдзокё (середина 20-х годов; переработана и переиздана в 1968-1980 гг.) — снабдило ученых всего мира собранием буддийских текстов китайской, японской и корейской традиций. «Большой буддийский словарь» (Буккё дайдзитэн), изданный под редакцией Мотидзуки Синко (1933-1936 гг.; 1954—1957 гг.; 1974-1977 гг.) стал одним из авторитетнейших буддологических справочных изданий. Накамура Хадзимэ, Гадзин Нагао или Уи Хакудзю стали известны ученым всего мира (не говоря о популяризаторах буддизма, как Дайсэцу Тэйтаро Судзуки). Подавляющая часть работ японских ученых не переведена на европейские языки.
Важным явлением в японской буддологии, не укладывающимся в академические рамки, стало появление в Японии так называемого «критического буддизма» (хихан буккё).
«Критический буддизм» возник в Японии в середине 1980-х годов, когда профессора Университета Комадзава, известные буддологи и санскритологи Хакамая Нориаки и Мацумото Сиро, принадлежавшие первоначально к традиции Сото школы Дзэн, отвергли всю дальневосточную буддийскую традицию и провозгласили возвращение к «подлинному» индийскому буддизму. В Индии, по их мнению, тоже почти все не было истинно буддийским: только за Тхеравадой, праджня-парамитой, мадхьямакой Нагарджуны и некоторыми текстами йогачары признавалась принадлежность к «чистому» и «подлинному» буддизму.
С тех пор «критический буддизм», как они назвали свою интерпретацию религии, приобрел много последователей как в Японии, так и в других странах Дальнего Востока.
Исходным моментом религиозного диссидентства японских буддийских ученых послужило неприятие социальной доктрины Сото Дзэн, которая использовала доктрину гарбхи/готры для обоснования дискриминации японских буракуминов.
Главный тезис «критического буддизма» — еретичность теории татхагатагарбхи, являвшейся теоретической основой практически всей дальневосточной традиции (школы Хуаянь/Кэгон, Тяньтай/Тэндай, Чань/Дзэн). Таким образом, «критические буддисты» отвергли историческую буддийскую традицию, провозгласив принцип возвращения к индийским корням и к «подлинному» буддизму.
Японская академическая буддология является одной из лидирующих в мире, причём это справедливо и относительно её санскритологического и тибетологического направлений.

### Буддология в Китае
У истоков японского «критического буддизма» и в тесном контакте с его пропонентами стояла группа буддийских практиков-мирян, ставших реформаторами китайского буддизма на рубеже XIX—XX веков. Это Люй Чэн (1896-1989 гг.) и Оуян Цзинъу (1871-1943 гг.). Они резко критиковали буддийские школы, отдавая предпочтение индианизированной версии Сюаньцзана. Они также активно занимались публикацией источников.
Восемьдесят процентов всех буддологических работ, издающихся в КНР, посвящены школе Чань. При этом даже работы, посвящённые индийскому буддизму, как правило, написаны на основе китайских переводов без учёта санскритских оригиналов и тибетских переводов. Однако в настоящее время ситуация постепенно начинает меняться, в чём велика заслуга таких ученых старшего поколения, как ведущий китайский санскритолог Хуан Синьчуань и У Байхуэй.
Буддийские ученые, близкие «критическому буддизму», предпочитают тибетские переводы индийских философских текстов китайским. Это проявляется и в работах китайских ученых, которые признают адекватными только переводы Сюаньцзана и тибетских лоцзава (в связи с этим они поощряют изучение тибетского языка своими учениками, что нехарактерно для Китая). Показателен пример одного из старейших буддийских ученых КНР профессора Хань Цзинцина, близкого к «критическому буддизму». В КНР растет интерес к Сюаньцзану и его наследию, а именно Сюаньцзан с его приверженностью к индийским стандартам выступает для «критического буддизма» в качестве «истинного» буддиста Восточной Азии.

## Буддология и буддизм
Принципиально важно в буддологических исследованиях то, что с их помощью конструируется образ буддизма как религии рациональной и критической.
Буддология сделала возможным для самих буддистов задаться вопросом об аутентичности их «собственных» традиций. В прошлом для большинства верующих вопрос о соотношении их традиции с нормативной индийской не существовал. Религиозные школы исходили из веры в то, что их учение и есть подлинный буддизм, процветавший в Индии и проповеданный некогда самим Буддой Шакьямуни. Академическая буддология принесла с собой осознание радикального отличия регионально сформировавшихся традиций от базовой индийской.